# Champmotteux
Champmotteux település Franciaországban, Essonne megyében. Lakosainak száma 360 fő (2022. január 1.). Champmotteux Gironville-sur-Essonne, Brouy, Boigneville, Mespuits, Prunay-sur-Essonne és Le Malesherbois községekkel határos.

## Népesség
A település népességének változása:
| Lakosok száma | 385  | 373  | 368  | 367  | 370  | 367  | 363  | 360  |
|               | 2013 | 2015 | 2017 | 2018 | 2019 | 2020 | 2021 | 2022 |